# جون فيليون
جون فيليون هو صحفي كندي، ولد في 1950 في مونتريال في كندا.

## وصلات خارجية
- الموقع الرسمي